# توم غرين (رسام)
توم غرين (بالإنجليزية: Tom Green)‏ هو مدرس ورسام أسترالي، ولد في 17 يونيو 1913 في وركشير في المملكة المتحدة، وتوفي في 27 يناير 1981 في Moss Vale ‏ في أستراليا.